# Tazboezem

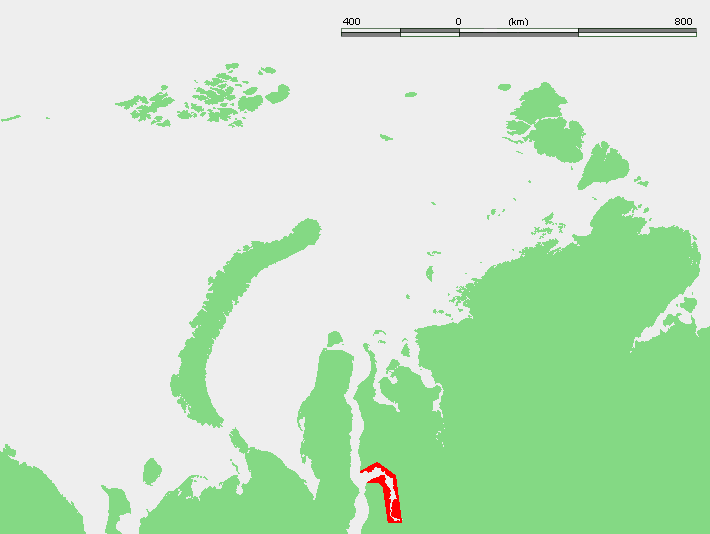
Locatie van de Tazboezem

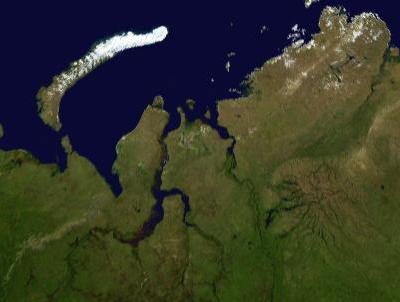
Satelliet afbeelding van de Tazboezem.

De Tazboezem (Russisch: Тазовская губа; Tazovskaja goeba) is het estuarium van de rivier de Taz in het noorden van West-Siberië.
De Tazboezem stroomt eerst in noordelijke en vervolgens in westelijke richting en mondt dan uit in de westelijker gelegen Obboezem (onderdeel van de Karazee). De Tazboezem stroomt om het westelijke schiereiland Taz heen en grenst in het oosten en noorden aan het schiereiland Gydan. Het estuarium heeft een lengte van 330 kilometer met een breedte bij de monding bij 45 kilometer en een diepte tot 9 meter. Het estuarium wordt omringd door laagland.
Naast de Taz heeft ook de Poer haar monding in het estuarium. Andere, kleinere rivieren die erin uitstromen, zijn aan de oostzijde de (Nizjnjaja) Messojacha en haar zijmondingsstroom de Sjtsjoetsja, Antipajetajacha en Totajacha en aan de westzijde de Pojelavajacha.
Aan het estuarium liggen de plaatsen Nachodka en Antipajoeta.